# Scharrnstraße (Braunschweig)
Die in Nord-Süd-Richtung verlaufende Scharrnstraße in der Innenstadt Braunschweigs verbindet den nördlich gelegenen Bäckerklint mit der südlich quer verlaufenden Sonnenstraße sowie der Straße An der Martinikirche. Die ehemals durch Fachwerkhäuser geprägte Straße verlor durch die Zerstörungen während des Zweiten Weltkriegs und nachfolgende Umgestaltungen ihren ursprünglichen Charakter.

## Geschichte
Die im Weichbild der Altstadt verlaufende Scharrnstraße wurde 1304 als platea schernere bezeichnet. Benannt ist sie nach den Fleischscharren, d. h. den Fleischbänken,  der Altstädter Knochenhauer. Die Scharren sollen im 13. Jahrhundert an der Stelle des heutigen Bankhauses Löbbecke (Assekuranznummer 757) gelegen haben, wurden jedoch vermutlich bereits im 14. Jahrhundert aufgehoben und an die Südseite des Gewandhauses verlegt. Um 1400 zählte man in der Stadt 173 derartige, in städtischem Besitz befindliche Verkaufsstände, von denen sich 34 im Weichbild der Altstadt befanden.

### Historische Bauten

#### HotelStadt London(Scharrnstraße 7)
Der Braunschweiger Ratsherr Meine von Peinen war im 16. Jahrhundert Besitzer des Gasthauses Zur güldenen Kugel, das zu den vornehmsten Herbergen der Stadt zählte. Nachfolger war um 1600 der Patrizier Hans von Peinen. Das Haus beherbergte im Jahre 1538 König Christian II. von Dänemark und 1544 Herzog Franz von Gifhorn. Später wurde der Name in Stadt London geändert. Das Haus wurde 1870 abgebrochen. Zu den prominenten Gästen zählte der englische Eisenbahningenieur John Stanley Blenkinsop, der hier 1838 übernachtete.

#### Wohnhaus (Scharrnstraße 9)
Das im Jahre 1503 erneuerte Haus mit der Assekuranznummer 749 trug auf einem zweigeschossigen Steinunterbau ein Fachwerkgeschoss. Erbauer des Hauses war der Ratsherr der Altstadt Tile von Damm († 1502). Das Haus trug sein Wappen sowie jenes seiner Ehefrau Ilse, geb. von Kalm. Folgende Hausinschriften sind überliefert:
A anno d(omi)ni m cc°ccca) iiib) in die sa(ncti) vit(i) A(men)
B anno · d(omi)ni · m · ccccc · unde · im · xxx · iiij · Jahre
C U(lricus) H(enricus) S(tieber) D(efensor) 1698
Ein rankenverzierter Treppenfries auf der Schwelle, die von mit 20 Maskenköpfen verzierten Knaggen getragen wurde, trug Inschrift A. Die Übersetzung lautet: „Im Jahr des Herrn 1503 am St. Vitustag (15. Juni) Amen.“ Die Inschrift B nannte auf der Schwelle des rechten Seitengebäudes im Hof das Jahr des Umbaus des Hofes (1534). Ein anderes Hofgebäude trug das Wappen des Hausbesitzers von 1698 mit der Inschrift C. Dieses war der Braunschweiger Amtsrat Ulrich Heinrich Stieber (1663–1717).
Das Gebäude wurde 1944 zerstört.

#### Fachwerkhaus (Scharrnstraße 13)
Der zweigeschossige, von Hans Sporleder erbaute Fachwerkbau mit der Assekuranznummer 791 wurde 1944 zerstört. Das Haus war mit Treppenfriesen, vollplastischen geschnitzten Knaggenfiguren, Masken, Tierköpfen, Rosetten und Schilden reich geschmückt. Folgende Inschrift ist überliefert:
An(n)o d(omi)ni m° cccc° lxx i(n) die santi vrba(n)i
(Übersetzt: Im Jahr des Herrn 1470 am Tag des hl. Urban (25. Mai))

#### Weitere Bauten
An der Scharrnstraße 1 befand sich ein im Zweiten Weltkrieg zerstörtes Fachwerkhaus mit der Assekuranznummer 741. Eine Inschrift trug die Jahreszahl 1453 in römischen Ziffern. In der Scharrnstraße 5 wohnte in seiner Jugendzeit der spätere Lehrer Konrad Koch, der 1874 das Fußballspiel in Deutschland einführte. Das Gasthaus Brauner Hirsch befand sich in der Scharrnstraße 12. An der Scharrnstraße 18 stand ein 1558 erbautes Fachwerkhaus mit einer großen Toreinfahrt, die von einem spätgotischen Eselsrücken überwölbt war.

#### Klavierbaufirma Zeitter & Winkelmann
Das Braunschweiger Klavierbauunternehmen Zeitter & Winkelmann hat seinen Ursprung in der Scharrnstraße, wo Christian Ludewig Theodor Winkelmann 1837 die zehn Jahre später zum Wollmarkt verlegte Pianofortefabrik gründete.

#### Kemenaten
In der Scharrnstraße besaßen vergleichsweise viele Bauten eine Kemenate, d. h. einen steinernen, mit einem Kamin (lat. caminus) beheizbaren Raum. Seit dem 13. Jahrhundert dienten derartige, meist im hinteren Grundstücksteil eines Fachwerkhauses errichtete Bauten zur Verwahrung wertvollen Besitzes und vor allem als baulicher Brandschutz. Karl Steinacker nennt in seinem Aufsatz sieben Bauten in der Straße, Hausnr. 1, 5, 6, 7, 9, 19 und 24. Davon waren im Jahre 1936 noch vier Kemenaten in wesentlichen Teilen erhalten. Aufgrund des teuren Baumaterials waren Kemenaten den wohlhabenderen Bevölkerungsschichten, d. h. dem Patriziat, der Stiftsgeistlichkeit und dem Adel vorbehalten.

## Impressionen

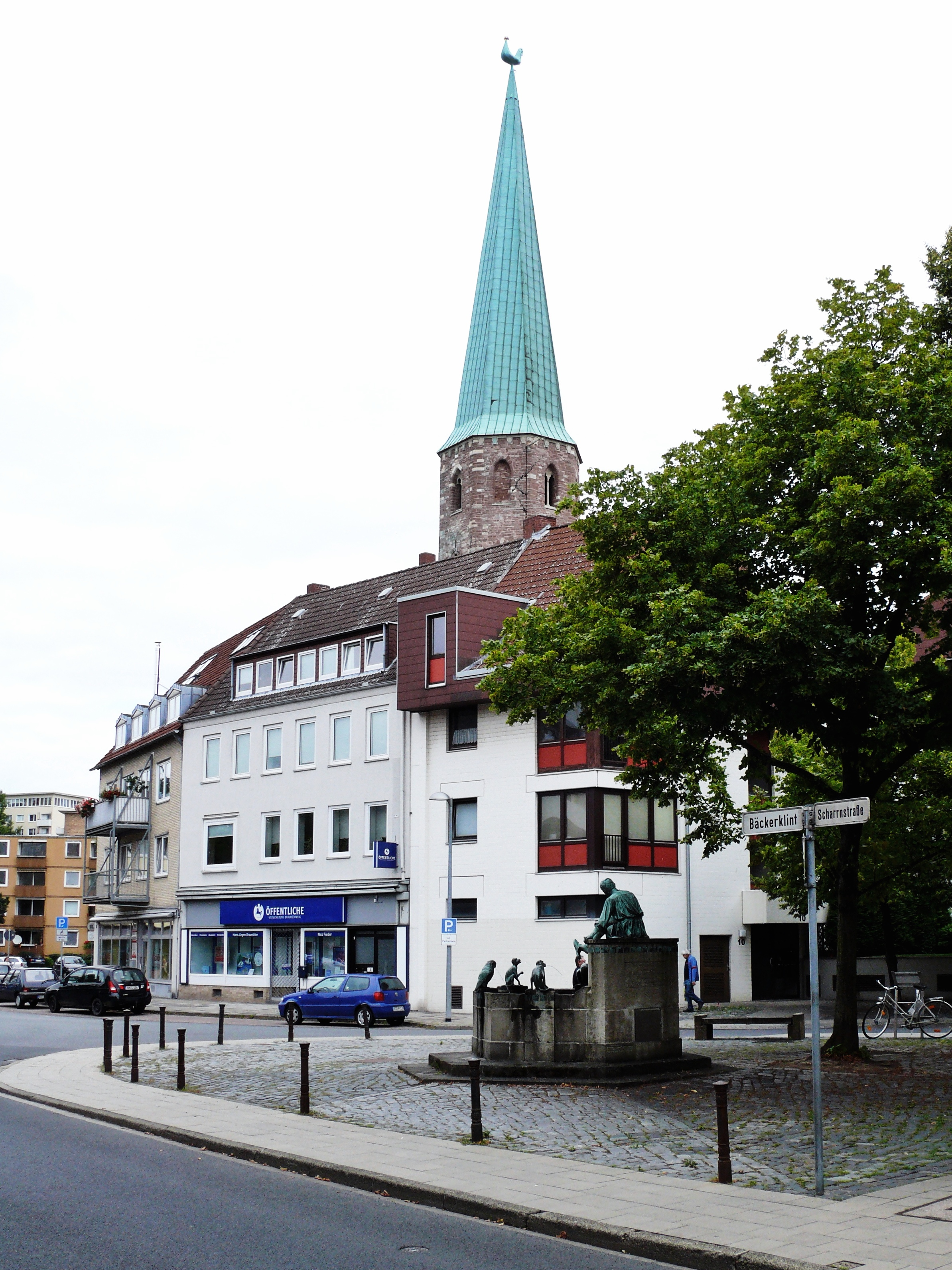
Blick vom nördlichen Ende der Scharrnstraße auf den Bäckerklint, im Hintergrund der Turm der Petrikirche
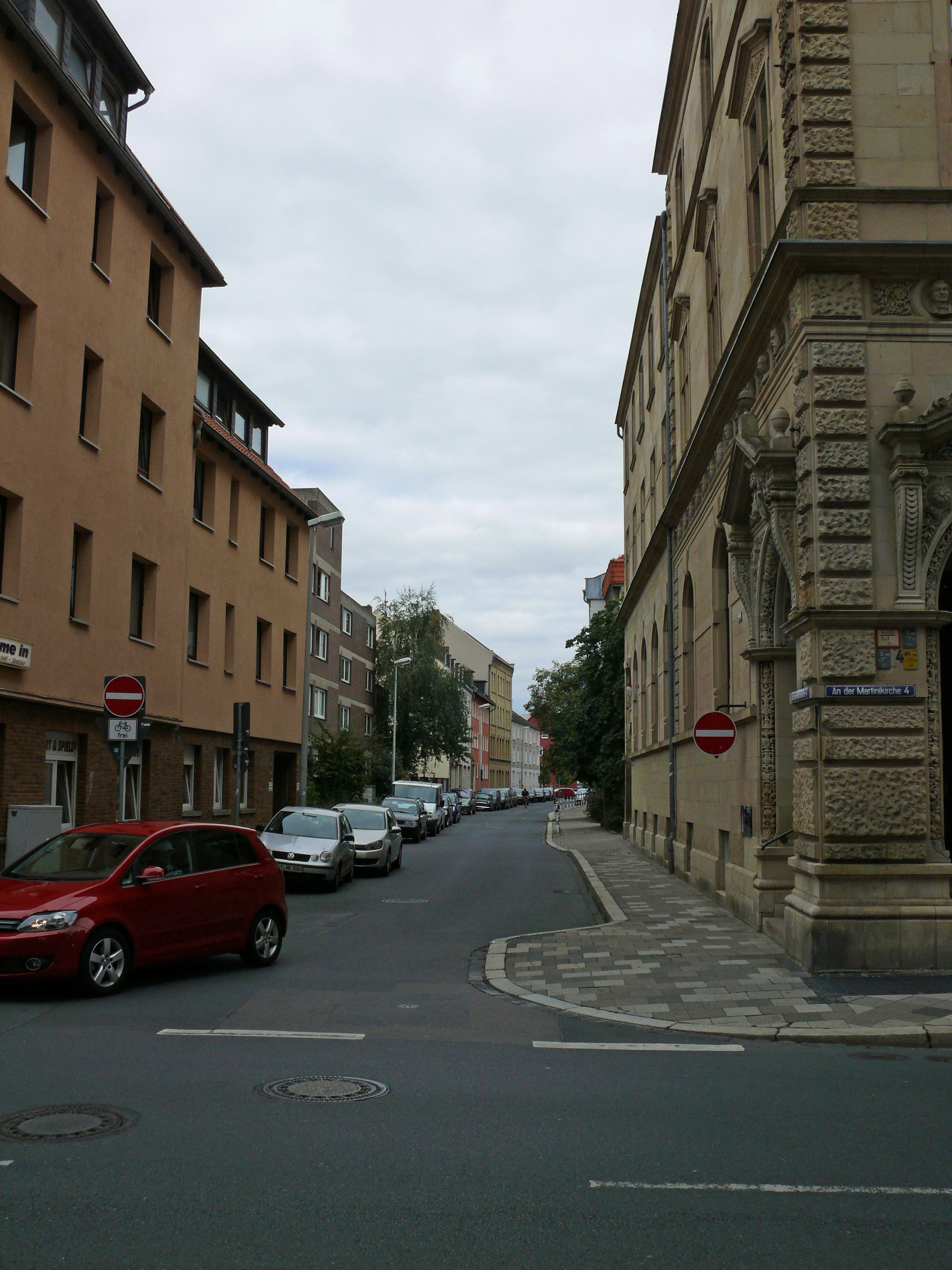
Südliches Ende der Scharrnstraße, von der Straße An der Martinikirche aus gesehen